# USS Worcester (CL-144)
USS Worcester (CL-144), tên được đặt theo thành phố Worcester thuộc tiểu bang Massachusetts, là chiếc dẫn đầu của lớp tàu tuần dương hạng nhẹ mang tên nó của Hải quân Hoa Kỳ, mà hầu hết bị hủy bỏ do Chiến tranh Thế giới thứ hai kết thúc, và là một trong những tàu tuần dương toàn súng lớn cuối cùng của Hải quân Mỹ. Mặc dù là tàu tuần dương hạng nhẹ về phương diện kỹ thuật do được trang bị pháo 6 in (152 mm), trong thực tế nó là một trong những tàu tuần dương lớn nhất từng được chế tạo. Kết hợp độ cơ động của tàu khu trục với kích cỡ tàu tuần dương cùng dàn pháo chính không chỉ đối đầu hiệu quả với mục tiêu mặt biển mà với cả máy bay, Worcester bao gồm nhiều bài học có được trong cuộc chiến tranh.

## Thiết kế và chế tạo
Worcester được đặt lườn vào ngày 29 tháng 1 năm 1945 tại xưởng tàu của hãng New York Shipbuilding Corporation ở Camden, New Jersey. Nó được hạ thủy vào ngày 4 tháng 2 năm 1947, được đỡ đầu bởi Cô Gloria Ann Sullivan, con gái Thị trưởng thành phố Worcester F. G. Sullivan, và được đưa ra hoạt động tại Xưởng hải quân Philadelphia vào ngày 26 tháng 6 năm 1948 dưới quyền chỉ huy của Hạm trưởng, Đại tá Hải quân T. B. Dugan.

## Lịch sử hoạt động

### 1949-1950
Được phân về Đội Tuần dương 10, Worcester trải qua năm phục vụ đầu tiên tiến hành các hoạt động trang bị, chạy thử máy và huấn luyện dọc theo bờ biển phía Đông Hoa Kỳ. Vào mùa Hè năm 1949 nó tham gia cuộc thực tập huấn luyện quy mô lớn đầu tiên tại vịnh Guatánamo, Cuba và viếng thăm Kingston, Jamaica. Vào cuối mùa Hè, nó lên đường đi sang Địa Trung Hải, rời Newport, Rhode Island ngày 6 tháng 9 năm 1949 và đi đến Gibraltar 10 ngày sau đó. Chiếc tàu tuần dương được bố trí lượt hoạt động đầu tiên cùng Đệ Lục hạm đội trong những tháng tiếp theo, tham gia các cuộc thực tập và cơ động cùng lực lượng đặc nhiệm tàu sân bay nhanh, bao gồm tàu sân bay Leyte và tàu tuần dương hạng nặng Des Moines; đồng thời đã viếng thăm Malta; Bizerte, Tunisia; Golfe-Juan, Pháp; Argostoli và vịnh Phaleron, Hy Lạp; Iskenderum, Thổ Nhĩ Kỳ; Trieste và Venice, Ý và Gibraltar. Nó quay trở về Norfolk vào ngày 10 tháng 12.

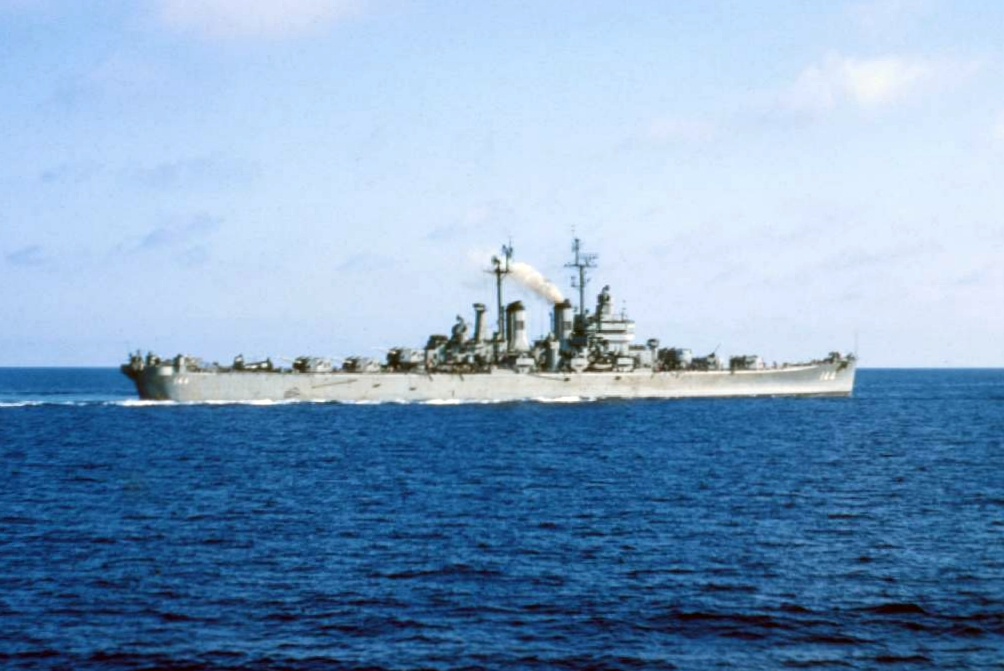
USS Worcester trên đường đi trong biển Địa Trung Hải, năm 1953.

Worcester hoạt động ngoài khơi bờ Đông trải từ Newport đến Norfolk, Virginia, về phía Nam cho đến Puerto Rico, và từng ghé thăm Philadelphia, trước khi nó bắt đầu lượt bố trí hoạt động thứ hai cùng Đệ Lục hạm đội vào mùa Xuân năm 1950. Nó rời Norfolk vào ngày 3 tháng 5, đi đến Lisbon, Bồ Đào Nha vào ngày 13 tháng 5, và tiến vào Địa Trung Hải không lâu sau đó. Giữa các đợt huấn luyện và tập trên, con tàu đã ghé thăm Augusta, Sicilia; Bizerte; Genoa và La Spezia, Ý; và Golfe Juan tại bờ biển phía Nam nước Pháp, trước khi đi vào vịnh Phaleron vào ngày 20 tháng 7. Tuy nhiên nó chỉ ở lại đây một tuần trước khi được lệnh lên đường đi sang Viễn Đông. Trong khi chiếc tàu tuần dương hạng nhẹ và các tàu tháp tùng hoạt động tại Địa Trung Hải, chiến tranh đã nổ ra tại Triều Tiên vào ngày 25 tháng 6. Vì vậy, Worcester khởi hành từ vịnh Phaleron vào ngày 27 tháng 7 cùng với Đội Khu trục 21, bao gồm các tàu khu trục hộ tống Fred T. Berry, Keppler, Norris và McCaffrey. Đi đến Port Said thuộc Ai Cập sáng ngày 29 tháng 7, nó đi qua kênh đào Suez xế chiều hôm đó.
Đến Colombo thuộc Sri Lanka, Worcester và các tàu hộ tống tạm dừng từ ngày 7 đến ngày 9 tháng 8 để tiếp tế và tiếp nhiên liệu trước khi tiếp tục di chuyển hướng đến eo biển Malacca. Chúng tiếp tục đi băng qua eo biển Bashi để hướng đến vịnh Buckner, Okinawa, đến nơi vào ngày 19 tháng 8. Trên đường đi, các tàu chiến Mỹ đã chuyển hướng ngang qua Bashi sẵn sàng đánh trả mọi ý định xâm chiếm Đài Loan của lực lượng cộng sản Trung Quốc. Sau khi được tiếp nhiên liệu từ tàu chở dầu Navasota, Worcester rời vịnh Buckner vào ngày 20 tháng 8 năm 1950 hướng đến Keelung, Đài Loan để gia nhập lực lượng Tuần tra Đài Loan.
Gia nhập đơn vị này vào ngày 21 tháng 8, chiếc tàu tuần dương tiếp tục neo đậu tại Keelung từ ngày 22 đến ngày 26 tháng 8 trước khi lên đường vào ngày 27 tháng 8 sử dụng khả năng phòng không mạnh mẽ của nó hộ tống cho Lực lượng Đặc nhiệm 77, một đơn vị đặc nhiệm tàu sân bay nhanh bao gồm các tàu sân bay Philippine Sea và Valley Forge, để hoạt động trong vùng biển Hoàng Hải dọc bờ biển Triều Tiên.

### Chiến tranh Triều Tiên
Sang ngày hôm sau 28 tháng 8, Worcester cùng với tàu khu trục hộ tống Norris gia nhập Lực lượng Đặc nhiệm 77, và đã đi sang vùng biển Hoàng Hải để tấn công các vị trí đối phương tại khu vực Trung tâm và Tây Nam Triều Tiên. Trong những ngày tiếp theo, các tàu sân bay tung ra các phi vụ không kích xuống các mục tiêu Bắc Triều Tiên, trong khi Worcester và các tàu hộ tống khác bảo vệ cho chúng khỏi mọi nguy cơ từ phía không quân đối phương. Máy bay trực thăng của nó cũng làm nhiệm vụ canh phòng máy bay, tìm kiếm và giải cứu những phi công bị bắn rơi ở vùng biển lân cận.
Vào ngày 4 tháng 9, radar của Worcester bắt được mục mục tiêu không xác định lúc 13 giờ 31 phút; bốn máy bay tiêm kích F4U Corsair làm nhiệm vụ tuần tra chiến đấu trên không (CAP) cất cánh từ Valley Forge nhanh chóng xác định đối thủ là một máy bay ném bom hai động cơ có mũi nhọn và kiểu cánh hải âu ngược, mang phù hiệu ngôi sao đỏ. Đến 13 giờ 45 phút, những chiếc F4U được tàu khu trục Fletcher (DD-445) dẫn đường đã bắn rơi máy bay đối phương ở vị trí cách con tàu 49 mi (79 km). Sang ngày hôm sau, Worcester bước vào báo động trực chiến lúc 11 giờ 08 phút, tăng vận tốc lên 20 kn (37 km/h) để cơ động né tránh sau khi radar bắt được tín hiệu một máy bay không rõ nhận dạng tiếp cận từ phía Đông. Ba phút sau, chiếc tàu tuần dương bắn ba phát đạn pháo 6-inch về phía kẻ xâm nhập để cảnh cáo. Mục tiêu hóa ra lại là một tàu bay Anh Short Sunderland đang trong một chuyến tuần tra. Con tàu xuống cấp báo động lúc 21 giờ 43 phút và quay lại đội hình của Lực lượng Đặc nhiệm 77. Sang ngày hôm sau 6 tháng 9, nó tạm thời cho chuyển máy bay trực thăng của mình sang tàu sân bay Philippine Sea, tạo khoảng trống trên sàn tàu để thực hành tác xạ phòng; rồi nhận lại máy bay của mình và đổi hướng đến Sasebo, Nhật Bản để tiếp nhiên liệu, đạn dược và tiếp liệu.
Worcester ở lại Sasebo từ ngày 7 đến ngày 10 tháng 9, rồi khởi hành lúc 05 giờ 32 phút ngày 11 tháng 9, gia nhập trở lại Lực lượng Đặc nhiệm 77. Nó hướng đến khu vực Hoàng Hải để hỗ trợ cho cuộc đổ bộ quy mô lớn của lực lượng Liên Hợp Quốc lên khu vực Inchon và Seoul tại Triều Tiên. Theo sáng kiến của tướng Douglas MacArthur, đây là cuộc phản công mang tính chiến lược, bọc sườn sâu vào phía sau phòng tuyến lực lượng Bắc Triều Tiên và mang lại kết quả rõ rệt.
Worcester hộ tống cho lực lượng đặc nhiệm tàu sân bay nhanh khi máy bay của họ ném bom xuống các mục tiêu Bắc Triều Tiên trên bờ, cho đến khi nó được cho tách ra vào ngày 20 tháng 9 để làm nhiệm vụ bắn phá bờ biển trong thành phần Đội đặc nhiệm 95.2 tại khu vực phụ cận Pohang Dong. Đi đến mục tiêu ngang qua các eo biển về phía Bắc đảo Jeju và về phía Tây đảo Tsushima, nó gặp gỡ tàu tuần dương hạng nặng Helena (CA-75) ở vị trí 3 nmi (5,6 km) ngoài khơi bờ biển Triều Tiên, cách Pohang Dong 12 nmi (22 km) về phía Bắc.
Trong những ngày tiếp theo, Worcester cùng Đội đặc nhiệm 95.2 tuần tra ngoài khơi bờ biển. Nó thay phiên cho Helena trong vai trò hỗ trợ hỏa lực lúc 06 giờ 00 ngày 24 tháng 9 để chiếc tàu tuần dương hạng nặng quay trở lại Sasebo, Nhật Bản. Trong khi máy bay trực thăng của nó hoạt động tuần tra chống tàu ngầm, nó bắn hải pháo hỗ trợ lúc 08 giờ 05 phút xuống chín vị trí tập trung quân Bắc Triều Tiên. Suốt ngày hôm đó, con tàu bắn hải pháo hỗ trợ theo yêu cầu của nhân sự Đội Cố vấn Quân sự Triều Tiên (KMAG) trên bờ trước khi được tàu khu trục Samuel N. Moore (DD-747) thay phiên. Nó sau đó tuần tra cùng với tàu khu trục Brush  (DD-745) ngoài khơi khu vực hỗ trợ hỏa lực vào ban đêm.

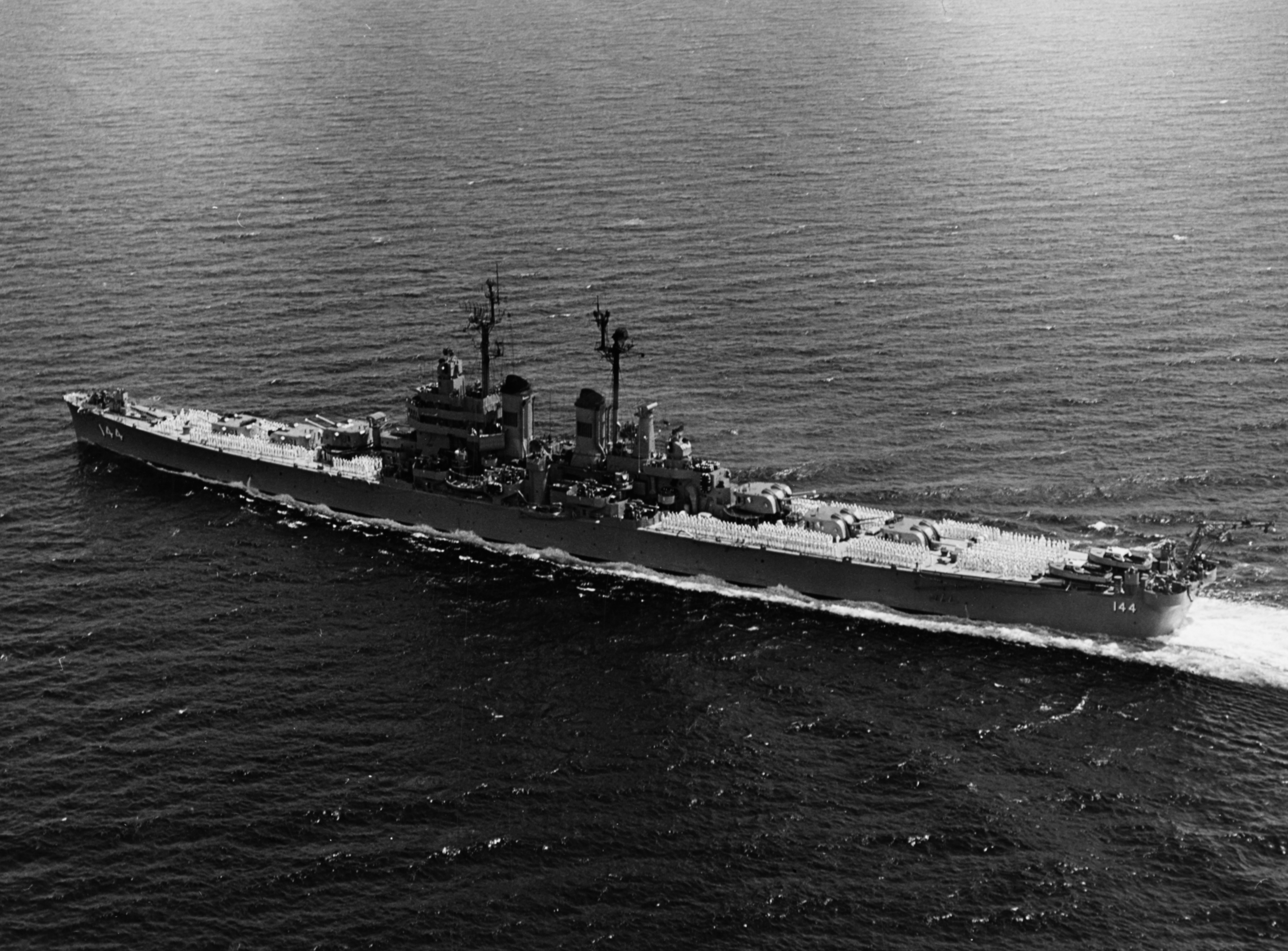
Worcester trên đường đi, 31 tháng 5, 1952

Worcester quay trở lại gần bờ vào ngày hôm sau, tiếp nối nhiệm vụ hỗ trợ hỏa lực, gây sức ép lên lực lượng đối phương vốn đạng chịu đựng thất bại và đang phải rút lui. Trong suốt ngày 25 tháng 9, nó tiếp tục bắn hải pháo theo yêu cầu của đội KMAG hỗ trợ cho lực lượng Liên Hợp Quốc; rồi trong đêm 25-26 tháng 9 đã tuần tra cách 8 nmi (15 km) ngoài khơi bờ biển ở khu vực giữa Yonghae và Utchin. Việc lực lượng Liên Hợp Quốc tiến quân nhanh chóng trong ngày 26 tháng 9 đòi hỏi sợ hỗ trợ hỏa lực của Worcester; nhưng chiếc tàu tuần dương nhận được tin tức Brush trúng một quả thủy lôi tại khu vực Tanchon lúc 12 giờ 20 phút. Chuyển giao lại cho Samuel N. Moore nhiệm vụ bắn hải pháo hỗ trợ tại khu vực, Worcester di chuyển với tốc độ 27 kn (50 km/h) để đi đến trợ giúp cho Brush.
Worcester tìm thấy Brush trong tình trạng đang bị chìm phần mũi và nghiêng 3 độ sang mạn trái, và chịu đựng tổn thất năm người tử trận và 30 người bị thương. Đến 01 giờ 01 phút ngày 27 tháng 9, chiếc tàu tuần dương đón lên tàu những trường hợp bị thương nặng, sau đó là 15 cáng tải thương lúc 02 giờ 28 phút, tất cả thương binh đều bị bỏng nặng, rồi đổi hướng để đi Nhật Bản. Trong ngày hôm đó nó còn đón lên tàu thêm năm thương binh trên cáng, sáu thương binh phải đoạn chi và xác một người tử trận. Cùng lúc đó, hai nhân viên y tế được phái sang Brush để chăm sóc những người bị thương đã quay trở về tàu.
Worcester sau đó cùng với Bolster (ARS-38) và De Haven (DD-727) hộ tống cho Brush bị hư hại rút lui trở về Sasebo, về đến cảng vào xế chiều ngày 29 tháng 9. Tuy nhiên chiếc tàu khu trục không ở lại lâu trong cảng, khi nó lại khởi hành vào ngày 30 tháng 9 để quay trở lại vùng biển Triều Tiên. Đến 06 giờ 00 ngày 1 tháng 10, nó gia nhập lực lượng phong tỏa ngoài khơi bờ biển phía Đông của bán đảo, về phía Nam vĩ tuyến 41, sẵn sàng hỗ trợ hải pháo cho lực lượng Liên Hợp Quốc trên bộ. Trong lúc nó tuần tra dọc bờ biển, máy bay trực thăng của nó cũng được huy động vào việc tuần tra chống tàu ngầm và thủy lôi; thỉnh thoảng các tàu khu trục hộ tống lại phát hiện và phá hủy những quả thủy lôi trôi nổi trên mặt biển.
Worcester đã phục vụ như soái hạm của Đội đặc nhiệm 95.2 dưới quyền Chuẩn đô đốc Charles Clifford Hartman, cho đến khi nó quay trở lại Sasebo vào ngày 8 tháng 10 để tiếp nhiên liệu và đạn dược; Chuẩn đô đốc Hartman cũng rời tàu tại đây. Tuy nhiên chiếc tàu tuần dương hạng nhẹ lại tiếp tục đảm nhiệm vai trò soái hạm một ngày sau đó, khi nó đón lên tàu Chuẩn đô đốc Allan Edward Smith, Tư lệnh Lực lượng Đặc nhiệm 95, cùng ban tham mưu của ông. Con tàu khởi hành lúc 12 giờ 48 phút ngày 10 tháng 10 để quay trở lại khu vực chiến sự ngoài khơi bờ biển Triều Tiên, lần này là nhằm bảo vệ cho các hoạt động quét mìn ngoài khơi cảng Wonsan đồng thời hỗ trợ cho cuộc chiến đấu của Sư đoàn 3 Bộ binh Hàn Quốc.
Sáng sớm ngày 11 tháng 10, chiến dịch mang tính quốc tế thực sự, khi các tàu khu trục Anh HMS Cockade, tàu khu trục Australia HMAS Warramunga và tàu khu trục Canada HMCS Athabaskan tham gia thành phần đội của Worcester, vốn trước đó đã bao gồm tàu tuần dương hạng nhẹ Anh HMS Ceylon và tàu tuần dương hạng nặng Helena; chưa kể đến các tàu chiến Rochester (CA-124), Herbert J. Thomas (DDR-833) và Maddox (DD-731) của Hoa Kỳ. Sang ngày hôm sau 12 tháng 10, thiết giáp hạm Missouri (BB-63) lại gia nhập thành phần của đội, bổ sung những khẩu pháo hạng nặng vào thành phần hỏa lực.
Trong khi máy bay trực thăng của Missouri trinh sát dọc theo tuyến di chuyển để dò tìm thủy lôi đối phương, lực lượng Liên Hợp Quốc sắp xếp lại đội hình tác chiến. Lúc 11 giờ 50 phút, một phát đạn pháo bắn từ một khẩu đội pháo bờ biển đối phương đã rơi cách hải đội 5.000 yd (4,6 km), giống như một tín hiệu mở màn. Chiếc tàu tuần dương kéo lá cờ xanh trắng của Liên Hợp Quốc lên cột ăn-ten trước và bắt đầu khai hỏa đúng giữa trưa ngày 12 tháng 10. Trong gần 90 phút tiếp theo, đạn pháo 6 in (150 mm) của nó dội xuống các xưởng luyện thép và hầm đường sắt tại khu vực Wonsan. Sang ngày hôm sau, mục tiêu bắn phá của con tàu mở rộng sang những ga đầu mối đường sắt lân cận.
Worcester quay trở về Sasebo, rồi quay trở lại khu vực Wonsan một thời gian ngắn để chuyển thư tín, nhân sự và máy bay trực thăng của nó cho tàu tuần dương Rochester vào ngày 21 tháng 10. Nó cùng tàu tuần dương Helena rời khu vực Wonsan vào lúc 17 giờ 23 phút, được các tàu khu trục Southerland (DD-743) và English (DD-696) hộ tống, và có tàu khu trục Collett (DD-730) gia nhập ít lâu sau đó. Worcester tách khỏi hải đội và được Collett hộ tống để quay trở về Sasebo, nơi Chuẩn đô đốc Smith rời tàu và chuyển cờ hiệu Tư lệnh Lực lượng Đặc nhiệm 95 của mình sang tàu tiếp liệu khu trục Dixie (AD-14).
Hoàn tất việc chuyển giao nhân sự, phụ tùng và thiết bị máy bay trực thăng cho Căn cứ Sasebo, Worcester lên đường lúc 17 giờ 01 phút ngày 23 tháng 10 để đi sang Yokosuka, đến nơi vào 08 giờ 23 phút ngày 25 tháng 10. Chiếc tàu tuần dương cho thủy thủ nghỉ phép, bảo trì hai nồi hơi và tiếp nhận hàng tiếp liệu trước khi khởi hành vào ngày 27 tháng 10, rời khu vực Viễn Đông để quay trở về Trân Châu Cảng.

### 1951-1958
Quay trở về Philadelphia vào ngày 21 tháng 11 năm 1950 qua ngã Trân Châu Cảng và kênh đào Panama, Worcester trải qua sáu ngày tại Norfolk, từ ngày 23 đến ngày 29 tháng 11, trước khi được đại tu tại Xưởng hải quân Boston từ ngày 1 tháng 12 năm 1950 đến ngày 20 tháng 3 năm 1951. Sau một giai đoạn ở lại Norfolk từ ngày 22 đến ngày 30 tháng 3, chiếc tàu tuần dương tiến hành huấn luyện ôn tập tại vùng biển vịnh Guantánamo, Cuba trong gần một tháng trước khi quay trở lại Norfolk. Rời cảng vào ngày 15 tháng 5, Worcester hướng sang Địa Trung Hải cho lượt bố trí hoạt động thứ ba cùng Đệ Lục hạm đội.
Worcester còn được bố trí hoạt động cùng Đệ Lục hạm đội thêm bốn lượt khác cho đến giữa những năm 1950, và đã hai lượt viếng thăm các cảng Bắc Âu. Trong thời gian này, nó tham gia các cuộc cơ động hạm đội và thực tập, cũng như các chuyến viếng thăm hữu nghị các cảng, trải rộng từ Bergen, Na Uy; Copenhagen, Đan Mạch; Dublin, Ireland; đến Portsmouth, Anh Quốc. Xen kẻ giữa các lượt bố trí ở nước ngoài là các hoạt động gần cảng nhà dọc theo bờ Đông như Boston và Norfork, cũng như tại vùng nước ấm của biển Caribe và Tây Ấn, trải dài từ vịnh Guatánamo cho đến Kingston, Jamaica.
Được điều động từ Đại Tây Dương sang khu vực Thái Bình Dương vào tháng 1 năm 1956, Worcester được bố trí thêm hai lượt phục vụ khác cùng Đệ Thất hạm đội và từng ghé thăm các cảng Viễn Đông Hong Kong; Manila; cũng như các cảng Nhật Bản Sasebo, Yokosuka, Hakodate, Nagasaki, Shimoda, Yokohama và Kobe. Quay về Long Beach, California giữa hai lượt bố trí, chiếc tàu tuần dương tiến hành các hoạt động tại chỗ trong vùng bờ Tây.

### Ngừng hoạt động
Vào ngày 2 tháng 9 năm 1958, Worcester rời Long Beach đi đến Xưởng hải quân Mare Island tiến hành những chuẩn bị ngừng hoạt động. Nó ngừng hoạt động tại Mare Island vào ngày 19 tháng 12 năm 1958 và được đưa về lực lượng dự bị. Worcester được cho neo đậu tại San Francisco và sau đó chuyển đến Bremerton, Washington, bị bỏ không cho đến khi được rút khỏi danh sách Đăng bạ Hải quân vào ngày 1 tháng 12 năm 1970. Nó được bán cho hãng Zidell Explorations, Inc. tại Portland, Oregon vào ngày 5 tháng 7 năm 1972 để tháo dỡ.
Khoảng 200 tấn vỏ giáp của nó đã được gửi đến Phòng thí nghiệm Gia tốc Quốc gia Fermi ở Batavia, Illinois, phía Tây Chicago; được sử dụng như những tấm chắn hấp thu phóng xạ trong các thí nghiệm gia tốc hạt.

## Phần thưởng
Worcester được tặng thưởng hai Ngôi sao Chiến đấu do thành tích phục vụ trong Chiến tranh Triều Tiên. Ngoài ra nó còn được tặng thưởng :
|  |  |                           |
|  |  | Bronze star · Bronze star |
|  |  |                           |

| Dãi băng Hoạt động Tác chiến             | Dãi băng Hoạt động Tác chiến                 | Huân chương Phục vụ Trung Hoa                | Huân chương Phục vụ Trung Hoa                            |
| Huân chương Phục vụ Chiếm đóng Hải quân  | Huân chương Phục vụ Phòng vệ Quốc gia        | Huân chương Phục vụ Phòng vệ Quốc gia        | Huân chương Phục vụ Triều Tiên với 2 Ngôi sao Chiến trận |
| Đơn vị Tuyên dương Tổng thống (Hàn Quốc) | Huân chương Liên Hợp Quốc Phục vụ Triều Tiên | Huân chương Liên Hợp Quốc Phục vụ Triều Tiên | Huân chương Phục vụ Chiến tranh Triều Tiên (Hàn Quốc)    |